# Horst Schüler
Horst Schüler (* 16. August 1924 in Nowawes; † 27. März 2019 in Hamburg) war ein deutscher Journalist. Zwischen 2001 und 2007 war er Vorsitzender der Union der Opferverbände Kommunistischer Gewaltherrschaft e. V. (UOKG) und bis zu seinem Tode ihr Ehrenvorsitzender.

## Leben
Horst Schüler wurde 1951 in Potsdam wegen Verbreitung von kritischen Texten zu Fehlern des kommunistischen Systems in der DDR durch den NKWD im Potsdamer Gefängnis inhaftiert und 1952 von einem sowjetischen Militärtribunal in der DDR zu 25 Jahren Haft verurteilt. Er war als Redakteur der gesellschaftskritischen Kolumne „Kiekeohr“ in der Märkischen Volksstimme für Meinungsfreiheit eingetreten und hatte eine Anwerbung als KGB-Spitzel verweigert. Sein Vater war 1942 als Sozialdemokrat im KZ Sachsenhausen umgekommen. Deshalb meinte er, ihm könne in Ostdeutschland nichts passieren.
Über vier Jahre war Horst Schüler als Zwangsarbeiter in den Arbeitslagern RetschLag/Arbeitslager Workuta (1948 bis 1954 gehörte das Sonderlager des MWD Nr. 6, das RetschLag (Flusslager), zum Lager-Komplex von Workuta). Dort gehörte er zu den Teilnehmern des Häftlingsaufstandes, der am 1. August 1953 mit Maschinengewehren niedergeschlagen wurde. Allein unter den Streikenden seines 29. Schachtes gab es 64 Tote und 123 Verwundete. Insgesamt wurden 481 Häftlinge getötet.
Nach seiner Heimkehr 1955 arbeitete er als Journalist in Kassel und von 1964 bis 1989 als Redakteur beim Hamburger Abendblatt, seither lebte er in Hamburg. Für hervorragende journalistische Leistungen wurde er mit dem Theodor-Wolff-Preis ausgezeichnet.
Schüler war 1992 der erste deutsche Journalist, der die damals noch geschlossene Stadt und Region Workuta besuchen durfte. Anschließend erschien sein Buch Workuta – Erinnerung ohne Angst. Er organisierte die Ausstellung „Workuta – vergessene Opfer“ und war seit 1995 Sprecher der „Lagergemeinschaft Workuta/GULag-Sowjetunion“.

## Auszeichnungen
- 1997 Bundesverdienstkreuz am Bande
- 2003 Bundesverdienstkreuz 1. Klasse
- 2014 Verdienstorden des Landes Brandenburg